# غدة شمية
الغدد الشمية وتُسمّى أيضًا غدد بومان (نسبةً إلى مكتشفها الطبيب الإنجليزي ويليام بومان) في الغشاء المخاطي الشمي، تحت النسيج الطلائي الشمي، هي نسيج ضام يحتوي على خلايا ليفية وأوعية دموية وحزم عصبية دقيقة من العصبونات الشمية.
تتكون الغدة الشمية من تجمع من الخلايا وقناة إفرازية تخرج من خلال النسيج الطلائي الشمي.
تظهر الدراسات المجهرية الإلكترونية أن الغدد الشمية تحتوي على خلايا بها حويصلات إفرازية كبيرة.
الغدد الشمية تفرز البروتين الذي يكوٌن الهلام MUC5AC(UniProtKB: P98088).
وقد تفرز الغدد الشمية البروتينات مثل الليزوزيم، والأميليز وغلوبيولين مناعي أ كما أن الغدة المصلية. التكوين الدقيق للإفرازات من الغدد الشمية غير واضح، ولكن هناك أدلة على أنها تنتج بروتين ربط الروائح.

## وصلات خارجية
- الشريحة في ouhsc.edu نسخة محفوظة 13 فبراير 2006 على موقع واي باك مشين.